# バウティスタ・エスクーラ
バウティスタ・エスクーラ（Bautista Ezcurra、1995年4月21日 - ）は、プロD2、FCグルノーブルに所属するラグビー選手。

## プロフィール
- アルゼンチン・ブエノスアイレス出身。
- ポジションはプロップ(PR)。
- 身長 181cm、体重 90kg
- U20アルゼンチン代表に選ばれたことがある[1]。
- アルゼンチン代表キャップは5（2021年2月現在）。
- リオ五輪の7人制アルゼンチン代表に選ばれた[2]。
- バーバリアンズに選ばれたことがある。

## 略歴
ハグアレスを経て、2020年、ラグビーATLに加入。 
2021年、FCグルノーブルに加入。